# Kevin Keegan
Joseph Kevin Keegan (n. 14 februarie 1951) este un fost jucător englez de fotbal care acum este antrenor.

## Statistici antrenor
La match played 30 noiembrie 2013.
| Club             | Început           | Sfârșit           | Record | Record | Record | Record | Record     |
| Club             | Început           | Sfârșit           | M      | V      | R      | Î      | Victorii % |
| ---------------- | ----------------- | ----------------- | ------ | ------ | ------ | ------ | ---------- |
| Newcastle United | 5 februarie 1992  | 8 ianuarie 1997   | 251    | 138    | 51     | 62     | 54,98      |
| Fulham           | 7 mai 1998        | 9 mai 1999        | 61     | 38     | 12     | 11     | 62,3       |
| Anglia           | 18 februarie 1999 | 7 octombrie 2000  | 18     | 7      | 7      | 4      | 38,89      |
| Manchester City  | 24 mai 2001       | 11 martie 2005    | 176    | 77     | 39     | 60     | 43,75      |
| Newcastle United | 16 ianuarie 2008  | 4 septembrie 2008 | 22     | 7      | 6      | 9      | 31,82      |
| Total            | Total             | Total             | 528    | 267    | 115    | 146    | 50,57      |